# Синяя линия (Доха)
Синяя линия или «Городская» линия метрополитена Дохи (Катар), длиной 17,5 км, пройдёт полукругом вдоль окружной дороги от района West Bay до северного[уточнить] городского аэропорта, соединив 4 станции. На данный момент она находится в фазе строительства.
К 2025—2026 годам планируется запуск 4-й ветки (синей) метро.
- Протяжённость: Синяя ветка метро Катара будет иметь протяжённость около 48 километров.
- Количество станций: ожидается построить около 36 станций по всей длине синей ветки; некоторые из них могут быть пересадочными станциями с другими ветками метро.
- Планируемые маршруты: Синяя ветка является одной из основных транспортных осей метро Катара, которая проходит через главные районы Дохи и соединяет их с аэропортом Хамада. Возможно, в маршруты синей ветки будут включены такие районы, как Лусаил, Катарийн, Вест Бэй, а также бизнес-квартал Вест-Бэй Лагуна.
- Планируемая ёмкость: Согласно некоторым отчётам, синяя ветка метро Катара будет способна перевозить более 600 тысяч пассажиров в день.